# Heraclia niepelti
Heraclia niepelti là một loài bướm đêm trong họ Noctuidae.